# Host del Consell del Principat
La Host del Consell del Principat fou un petit exèrcit alçat pel Consell del Principat per aturar la revolta dels pagesos de remença que encapçalava Francesc de Verntallat amb el suport de la reina Joana Enríquez.
El 24 d'abril de 1462, el Consell del Principat va aixecar una host de 300 cavallers amb 100 llances i un miler d'infants comandada per Hug Roger III de Pallars Sobirà per combatre els pagesos revoltats i possibles petites forces del rei, i la reina va decretar immediatament la seva il·legalitat, mentre els diputats i el Consell prohibiren la publicació de la crida reial. Les autoritats locals no sabien què fer perquè les dues autoritats eren legítimes però les ordres contradictòries.
El 9 de maig sortiren de Barcelona en direcció nord els primers escamots de la host del Principat, manats pel capità Pere de Bell-lloc i de Sentmenat, ocupant Hostalric, mentre que la reina, per la seva banda, es preparava per oposar-se per la força de les armes a l' host i fou assetjada a Girona.